# Рунку-Маре (Олт)
Рунку-Маре (рум. Runcu Mare) — село у повіті Олт в Румунії. Входить до складу комуни Гредінарі.
Село розташоване на відстані 145 км на захід від Бухареста, 15 км на північний захід від Слатіни, 44 км на північний схід від Крайови.

## Населення
За даними перепису населення 2002 року у селі проживали 620 осіб.
Національний склад населення села:
| Національність | Кількість осіб | Відсоток |
| -------------- | -------------- | -------- |
| румуни         | 612            | 98,7%    |
| цигани         | 7              | 1,1%     |

Рідною мовою назвали:
| Мова      | Кількість осіб | Відсоток |
| --------- | -------------- | -------- |
| румунська | 614            | 99,0%    |
| циганська | 6              | 1,0%     |